# Изгубљени дечаци из Судана
Изгубљени дечаци Судана се односе на групу од преко 20.000 дечака етничких група Нуер и Динке који су били расељени или остали без родитеља током Другог грађанског рата у Судану (1987–2005). Два милиона је убијено, а остали су озбиљно погођени сукобом. Термин су користили здравствени радници у избегличким камповима и можда је изведен из дечје приче о Петру Пану Џ.М. Барија. Термин се такође користио за означавање деце која су побегла од насиља након стицања независности у Јужном Судану 2011–2013.
Дечаци су кренули на опасна путовања у избегличке кампове у Етиопији и Кенији где су хиљаде људи биле смештене већ неколико година. Неким од Изгубљених дечака понуђени су нови животи кроз званичне програме пресељења у САД.

## Историја

### Судански сукоб
Судански сукоб, који је подстакао путовање Изгубљених дечака, проистекао је из подела међу исламским северњацима који говоре арапски и хришћанским, римокатоличким и аутохтоним религијама на југу. Након независности Судана од Британије 1956. године, ове поделе су постале спорне. Северни регион земље био је првенствено муслимански, што је идеолошки и културолошки у супротности са хришћанским, римокатоличким, аутохтоним религијама и атеистима који су били распрострањенији на југу. За сваку страну, религија је представљала идентитет, чинећи сукоб изузетно личним за све укључене. Даље, северно становништво је првенствено говорило арапски, док је јужно било становништво које је говорило енглески. Новом суданском владом доминирали су исламски северњаци који су настојали да арабизују и од Југа направе исламску државу, која се раније повезивала више са њиховом афричком националношћу, а не арапском. Поред тога, сукоб су подстакли економски елементи. Иако је север имао више урбаних центара нације, они су у великој мери зависили од природних ресурса као што су нафта и минерали који су пронађени у јужном региону. Интереси бизниса севера у вађењу ових ресурса били су у супротности са интересима пољопривредника са југа да заштите и поседују сопствено земљиште за пољопривреду. Све у свему, ови супротстављени идентитети и интереси су створили организовани грађански рат који је трајао више од две деценије.

### Судански рат
Током Другог суданског грађанског рата, деца нису била у стању да се адекватно издржавају и много су патила од терора. Многа деца су остала сирочад или одвојена од својих породица због систематских геноцида у јужном делу земље. Нека деца су била у стању да избегну заробљавање или смрт јер су била далеко од својих села и чувала стоку на сточним пашњацима (пашњаци се налазе у близини водених површина где су стоку одводила и чувала углавном сеоска деца током сушне сезоне) и могла су да беже и сакрију се у густом афричком грмљу. Неке од малолетника мушког пола без пратње регрутовале су терористичке снаге исламских јужњачких побуњеника и користиле их као војнике у побуњеничкој војсци, док су друге предале Исламској држави сопствене породице ради заштите, за храну и под лажним утиском да дете похађа школу. Деца су током овог периода била веома маргинализована. Као резултат тога, почели су да се удружују и организују у настојању да побегну из земље и рата.

### Миграције
Мотивисани губитком родитеља и потребом да пронађу храну и сигурност од сукоба, процењује се да је око 20.000 дечака из руралног јужног Судана побегло у суседне Етиопију и Кенију. Већи део путовања одвијао се пешке у великим групама, а дечаци су путовали у појединачним редовима. Путовање од Јужног Судана до најближег избегличког кампа могло је бити и до хиљаде миља. Путовање је трајало од неколико недеља до две или више година. Често су деца путовала без икаквих ствари осим одеће на леђима. Дечаци су често зависили од доброчинства села кроз која су пролазили ради хране, потрепштина и лечења болесника. Међутим, већина њихових путовања била је у изолованим регионима са врло мало инфраструктуре. Групе дечака често је организовао и водио најстарији дечак у групи, који је могао бити млађи одрасли или понекад стар десет или дванаест година.
Изгубљени дечаци на овој миграцији били су у просеку изузетно неухрањени, јер се храна добијала донацијама из села која су се нашла на путу, ловом и крађом. Такође су били подложни топлотној исцрпљености, пнеумонији, маларији и другим болестима за које су имали мало средстава за превенцију или лечење. Поред тога, напади лавова, змија и других дивљих животиња нису били неуобичајени. Процењује се да је више од половине младих миграната умрло током свог путовања од глади, дехидрације, болести, напада дивљих животиња и непријатељских војника. Услове су учинили још опаснијим војници Националне армије Јужног Судана, који су нападали дечаке или их на силу регрутовали као децу војнике. Армија је проценила да је 1.200 дечака регрутовано из група расељене деце, иако поричу да су било кога од њих присиљавали. Стручњаци кажу да су Изгубљени дечаци најтеже ратом трауматизована деца икада прегледана.
Путовање Изгубљених дечака било је испуњено патњом и неизвесностима јер су дечаци ретко знали у ком правцу су кренули.

### Долазак у избегличке кампове
У почетку је већина дечака који су бежали отишла у избеглички камп у Етиопији, све док Заливски рат 1991. није послао дечаке да поново беже у други избеглички камп под називом Какума, који се налазио у Кенији. Долазак Изгубљених дечака у избегличке кампове у Етиопији и Кенији дочекан је различито. Било је тешко за логоре да обезбеде довољно хране за стотине дечака који су свакодневно долазили. Висока комисија Уједињених нација за избеглице и укључене невладине организације често су биле принуђене да задовоље потребе становништва. Јединствен проблем за причу о Изгубљеним дечацима је како се старосна и породична структура кампова мењала са приливом младих људи. Изгубљени дечаци су долазили у логоре без старатеља или надзора одраслих. Одмах им је био потребан смештај и школовање, што је променило расподелу средстава у логорима. С обзиром да су неки од дечака стигли у кампове са 6 или 7 година, многи дечаци су већину свог детињства и адолесценције провели одрастајући у камповима. Коначно, одгајање у избегличком кампу значајно је променило њихов развој и способност да се асимилирају у редовни живот.

## Садашње стање и пресељење
Између 1992. и 1996. Уницеф је поново спојио око 1.200 Изгубљених дечака са њиховим породицама. Међутим, око 17.000 је још увек било у камповима широм Етиопије и Кеније 1996. године. Неспособност ових кампова да издрже додатни терет становништва учинила је владиним званичницима очигледним да је потребно учинити више.
2001. године, као део програма који су успоставили Влада Сједињених Држава и Високи комесаријат Уједињених нација за избеглице (УНХЦР), за приближно 3.800 изгубљених дечака понуђено је пресељење у Сједињене Државе. Пре почетка овог програма, око 10.000 дечака је напустило избегличке кампове ради других прилика, што их је чинило неподобним за амерички програм пресељења. Сада су раштркани у најмање 38 градова, укључујући велике метрополе као што су Чикаго, Далас, Бостон, Сијетл и Атланта. Заустављен након 11. септембра из безбедносних разлога, програм је поново покренут 2004. Од 2006. године, највећа популација суданских избеглица у Сједињеним Државама је у Омахи, у Небраски, где живи око 7.000 људи. Бројне агенције за пресељење, као што су католичке добротворне организације, лутеранске социјалне службе, Међународни комитет за спасавање, World Relief и друге приватне организације помагале су у овом процесу пресељења. Покренути су различити програми како би се помогло овим расељеним лицима у областима образовања, медицинске помоћи, поновног повезивања са породицама у Јужном Судану и у напорима за обнову и пружање хуманитарне помоћи у Јужном Судану.
Пошто су многи дечаци били старији од 18 година, нису могли да буду смештени у систем хранитељства. Тако су били смештени у стамбене комплексе једни са другима у нади да ће одржати породичну атмосферу каква се гајила у Какуми.
Упркос намери програма да олакша асимилацију, многи Изгубљени дечаци се и даље суочавају са потешкоћама у прилагођавању животу у Сједињеним Државама, Канади или било којој од европских земаља које су нудиле пресељење избеглица. Посттрауматски стрес, одвајање од најмилијих, културна изолација, расизам и дискриминација избеглица су изузетно отежали асимилацију. Студија из 2005. показала је да 20% Изгубљених дечака млађих од 18 година пати од симптома посттрауматског стресног поремећаја. Пресељење у САД олакшало је многим Изгубљеним дечацима да се поново повежу са члановима породице путем западне технологије. Међутим, често је било тешко поново се ујединити ако су дечаци већ били у САД, а породице остале у камповима. Јужни Судан омогућава слободан приступ изгубљеним дечацима/девојчицама и суданској дијаспори из целог света да се врате у своју домовину. Као резултат тога, многи се сада враћају у Јужни Судан да би помогли у обнови своје ратом разорене земље, као и да би пружили хуманитарну помоћ и подршку.
У јануару 2011, 99,47% Јужног Судана гласало је да се одвоји од севера и постане независна нација. Неки бивши амерички Изгубљени дечаци и девојке сада имају позиције у садашњој Влади Јужног Судана.

## Изгубљене девојке
Иако је много пажње усмерено на Изгубљене дечаке, уобичајени историјски наративи често игноришу  Изгубљене девојке. И пре сукоба, неједнакости између Изгубљених дечака и Изгубљених девојака су се манифестовале у културним праксама народа Динке и Нуер. Ова маргинализација је снажно утицала на њихов постконфликтни опоравак и интеграцију у избегличке кампове и програме пресељења.
За разлику од других делова Африке, суданске жене су сматране подређеним мушкарцима у породицама и селима. Породични закон је доследно давао предност мушкарцима. Мушка деца су наслеђивала имовину својих родитеља након њихове смрти, па су родитељи снажно желели да имају мушку децу, често на рачун бриге о женама. Мушкарцима је било дозвољено да имају више жена, а очекивала се полигамија ако отац није имао синове од других жена. Штавише, у Судану је била уобичајена пракса да се жене користе за куповину невесте, због чега су жене биле више роба за свог мужа него партнер. Након тога, жене имају мали значај у браку.
Када је сукоб стигао до руралних делова Јужног Судана, жене су биле погођене једнако као и мушкарци, само на различите начине. Силовање је било распрострањено током напада на села јер су нападачи силовање користили као оружје рата. Жене и мала деца (дечаци и девојчице) одвођени су на север да их продају као робове. Даље, жене и деца су често били присиљени да уђу у ситуацију трговине људима. Једном када је особа била укључена у трговину децом, члановима породице је било изузетно тешко да је одведу.
По доласку у кампове у Етиопији, дечаци су смештени у делове логора само за дечаке. Ипак, према суданској култури, девојчице нису могле бити остављене саме, па су биле смештене код преживелих чланова породице или усвојене од стране других суданских породица. Иако су ове праксе породичног смештаја пружале сигурност младим женама, породице су често користиле додатни пар руку код куће. Од девојака се очекивало да испуне бројне обавезе у домаћинству које су често биле веома тешке или чак опасне. Кућни послови често су спречавали девојке да похађају школу док су их у логорима, а чак и када им је било дозвољено да је похађају, кућни послови често задржавали иза својих мушких другова из разреда, који су имали времена да уче. На овај начин, девојкама је онемогућено да стекну формално образовање, што их је додатно учврстило у неспособности да се издржавају. Многе девојке су биле физички и/или сексуално злостављане од стране породица домаћина, силоване од стране других избеглица током активности као што су доношење воде или припреме оброка хране, а повремено су их чак продавале као невесте ради зараде. У сваком од ових примера, девојке су узимане само као потенцијални профит или корист за породицу.
Када је амерички програм пресељења почео 1999. године, један од услова је био да деца морају бити сирочад. Пошто су ове девојке живеле у породичној јединици од 9 до 14 година, више се нису сматрале сирочадима и стога нису биле квалификоване за програм пресељења. Као резултат тога, релативно мали број Изгубљених девојака је могао да има користи од програма пресељења у САД. Од 4.000 суданских избеглица одобрених 2000. године, само 89 су биле жене.
Штавише, приче о Изгубљеним девојкама се углавном заборављају у светлу њихове ограничене изложености када су у избегличким камповима. Док су дечаци били подстицани да поделе своје приче и шта им се догодило, девојчице су биле скривене од јавности. Приче о силовању биле су неприхватљиве и оставиле су девојке подложним окривљавању за силовање које се догодило над њима. Стога су Изгубљени дечаци више фокусирани у књижевности.

## Књиге, филмови и представе
Било је неколико књига, филмова и представа о Изгубљеним дечацима, укључујући:
- 2021: War and Genocide in South Sudan,  Clémence Pinaud[9]
- 2020: Father of the Lost Boys, мемоари Yuot Ajang Alaak[42]
- 2019: What They Meant for Evil: How a Lost Girls of Sudan Found Healing, Peace, and Purpose in the Midst of Suffering, Rebecca Deng. Deng, Rebecca (10. 9. 2019). What They Meant for Evil: How a Lost Girl of Sudan Found Healing, Peace, and Purpose in the Midst of Suffering. FaithWords. ISBN 978-1-54601-722-6.
- 2018: Days of Refugee: One of the World's Known Lost Boys of Sudan, мемоари Nathaniel Nyok[43]
- 2016: Ending South Sudan’s Civil War, Kate Almquist Knopf[10]
- 2016: Walking Boys: The Perilous Road to South Sudan Independence, мемоари Awak Kondok Malith[44]
- 2016: How Fast Can You Run, Harriet Levin Millan, роман базиран на животу Изгубљеног дечака Michael Majok Kuch[45]
- 2016: God's Refugee: The Story of a Lost Boy Pastor, мемоари John Daau и Lilly Sanders Ubbens
- 2014: The Good Lie, филм о четири Изгубљена дечака пресељена у Америку.
- 2014: Out of the Impossible: The Hope of the Lost Boy, интерпретивна књига Paul Kur, који је постао Изгубљени дечак са 5 година и доспео у Америку.
- 2013: Struggle between Despair and Life: From Sudan's Marshland Village, Child Soldiering, Refugee Camp and America, мемоари Mayak Deng Aruei
- 2013: Unspeakable: My Journey as a Lost Boy of Sudan, мемоари John Reng Ajak Gieu.[46]
- 2012: Running for My Life, Lopez Lomong и Mark Tabb. Аутобиографија УСА олимпијца и бившег Изгубљеног дечака.[47]
- 2011: Machine Gun Preacher, филм о Sam Childers, на основу његове књиге Another Man's War.
- 2011: Hope, Pain & Patience: The Lives of Women in South Sudan, Friederike Bubenzer, Orly Stern[48]
- 2010: A Long Walk to Water, Linda Sue Park. Измишљени роман о Судану који укључује стварну причу о изгубљеном дечаку Salva Dut.
- 2010: A Hare in the Elephant's Trunk, Jan L. Coates. Роман заснован на животу Jacob Deng, који сада живи у Новој Шкотској, Канада.[49]
- 2010: Морнарички истражитељи, епизода "Breach", (2010).
- 2009: Rebuilding Hope, документарац о три Изгубљена дечака, Gabriel Bol Deng, Koor Garang и Garang Mayuol, пошто су се вратили у Судан.[50]
- 2009: The Lost Boy: The true story of a young boy's flight from Sudan to South Africa, Aher Arop Bol. Путовање дечака од Судана до Јужне Африке.[51]
- 2008: War Child, филм, C. Karim Chrobog, о музичару и бившем дечаку војнику Emmanuel Jal.[52]
- 2008: The Lost Girls of Sudan, Beverly Parkhurst Moss, Dark Exodus. Moss, Beverly Parkhurst (2008). Dark Exodus: Lost Girls of Sudan. P Press. ISBN 978-1-93365-124-8.
- 2008: Courageous Journey: Walking the Lost Boys Path from the Sudan to America, сећања Barbara Youree, Ayuel Leek и Beny Ngor.[53]
- 2007: The Lost Boys of Sudan, драма, Lonnie Carter.[54] Премијера на The Children's Theater Company у Минеаполису.[55] Продукција 2010. у Victory Gardens Theater у Чикагу.[56]
- 2007: Без трага епизода "Изгубљени дечак" (2007).
- 2007: Facing Sudan, документарни филм.
- 2007: God Grew Tired of Us: A Memoir, John Bul Dau и Michael Sweeney. Животна прича John Dau, забележена у документарцу 2006. God Grew Tired of Us.
- 2007: Not Just Child's Play: Emerging Tradition and the Lost Boys of Sudan, Felicia R. McMahon. Анализа музике, плеса и фолклора заједнице Didinga која живи око Сиракузе у Њујорку.[57]
- 2006: What Is the What: The Autobiography of Valentino Achak Deng, Dave Eggers.
- 2006: God Grew Tired of Us, документарац о John Dau, Akim Bunny, Daniel Pach и Panther Bior.[58]
- 2005: They Poured Fire on Us From the Sky: The True Story of Three Lost Boys of Sudan, Benson Deng, Alephonsion Deng, Benjamin Ajak, и Judy A. Bernstein. Истинита прича по њиховим речима о 14-годишњем путовању тројице Изгубљених дечака који су дошли у Сједињене Државе 2001. пре 11. септембра.[59]
- 2005: The Lost Boys of Sudan: An American Story of the Refugee Experience, Mark Bixler.[60]
- 2005: The Journey of the Lost Boys, Joan Hecht.
- 2005:  Brothers in Hope, Mary Williams. Williams, Mary (2005). Brothers in Hope: The Story of the Lost Boys of Sudan. Lee & Low Books. ISBN 978-1-58430-232-2.
- 2005: Dinka Diaries, документарац Filmon Mebrahtu о Изгубљеним дечацима у Филаделфији.[61]
- 2004: Alliance for the Lost Boys of Sudan, Joan Hecht.[62]
- 2004: I Heart Huckabees, филм у коме се помиње Судански рат, бивши Изгубљени дечак Ger Duany глуми у филму.[63]
- 2004: Lost Boy No More: A True Story of Survival and Salvation,  Abraham Nhial и DiAnn Mills. Аутобиографија Abraham Nhial, који је побегао у Етиопију из Судана.
- 2004: Седмо небо, епизода "Lost and Found" (2004).
- 2003: Lost Boys of Sudan, документарни филм о два Изгубљена дечака, Santino Majok Chuor и Peter Nyarol Dut, која су дошла у САД.
- 2003: A Great Wonder: Lost Children of Sudan Resettling in America, документарац о три Изгубљена дечака који емигрирају у Сијетл у Вашингтону.
- 2002: Benjamin and His Brother, Arthur Howes,документарац, о Benjamin и William Deng, браћи у кенијском избегличком кампу који су раздвојени када је само један прихваћен програмом пресељења у САД.[64]
- 2002: Women: Seeking A Better Deal. The Lost Girls of Sudan. Refugees magazin[65]
- 2002: Kakuma Turkana: Dueling Struggles: Africa's Forgotten Peoples, Daniel Cheng Yang.[66]